# Ngua Nam Thum
Ngua Nam Thum (Thai: พระยางั่วนำถุม, auch: Phraya Ngua Nam Thum) war König des Königreiches von Sukhothai. Er regierte wahrscheinlich von 1345/46 bis zu seinem Tode 1347.
Li Thai beabsichtigte ursprünglich, seinem Vater Loe Thai auf den Thron zu folgen. Aber im Jahr 1956 wurde auf dem Gelände des Wat Mahāthāt im heutigen Geschichtspark Sukhothai eine Steininschrift entdeckt, die „Steininschrift 45“ (auch: Inscription XLV) genannt wird. Darauf ist eine Liste der Herrscher des Königreichs Sukhothai vermerkt. Zwischen Loe Thai und Li Thai steht ein weiterer Name – Phaya Ngua Nam Thum. Weitere Informationen über diesen König sind bis heute nicht auffindbar.
Der amerikanische Historiker A.B. Griswold vermutet, dass Ngua Nam Thum sich den Thron durch einen Putsch angeeignet hat. Er war zwar möglicherweise ein Mitglied der königlichen Familie, stand aber nicht in der direkten Linie der Thronnachfolge. Griswold vermutet weiter, dass aufgrund der Daten auf der „Steininschrift 2“ (Inscription II) das früheste Datum für eine Thronübernahme 1345 sei. Weiterhin steht in „Steininschrift 4“ (Inscription IV), dass Li Thai im Jahr 1347 seine Armee zum „Geheiligten Territorium“ – also nach Sukhothai – führte, und als alles fertig war, er seinen Truppen befahl, „einzudringen, einzukesseln, zu ergreifen und alle Tore niederzureißen“. Weiter „erschlug seine Axt alle Feinde“, was wohl das Ende von Ngua Nam Thum bedeutete.